# Antoni Szałowski
Antoni Szałowski (ur. 21 kwietnia 1907 w Warszawie, zm. 21 marca 1973 w Paryżu) – polski kompozytor, jeden z głównych przedstawicieli polskiego neoklasycyzmu, przebywający i tworzący na emigracji od 1931 roku. Specjalizował się w utworach orkiestrowych, jak również scenicznych.

## Życiorys
Pochodził z rodziny muzycznej, od 1912 pod kierunkiem ojca uczył się gry na skrzypcach. Studiował w Konserwatorium Warszawskim: kompozycję u Kazimierza Sikorskiego, dyrygenturę u Grzegorza Fitelberga, a grę na fortepianie u Pawła Lewieckiego. Konserwatorium ukończył w 1930, uzyskując dyplom z wyróżnieniem.
W latach 1931–1936 studiował u Nadii Boulanger w Paryżu i tam zamieszkał na stałe. W 1936 odmówił, gdy Sikorski zaproponował mu stanowisko profesora w Konserwatorium, uznając, że pobyt we Francji daje mu większe możliwości i zainteresowanie jego muzyką. Od roku 1931 był członkiem Stowarzyszenia Młodych Muzyków Polaków (SMMP) w Paryżu, w 1933 został skarbnikiem, w 1936 wiceprezesem, a pod koniec 1938 prezesem. Funkcję tę pełnił, z przerwą w okresie II wojny światowej, do rozwiązania SMMP w 1950.
Podczas studiów u Boulanger napisał Uwerturę na orkiestrę, która stała się na krótko przed II wojną światową najpopularniejszym polskim utworem za granicą. Na Wystawie Światowej w Paryżu w 1937 Uwertura zdobyła złoty medal. Florent Schmitt uznał ją za najciekawszy utwór sezonu obok Muzyki na instrumenty strunowe, perkusję i czelestę Béli Bartóka, a Szałowskiego określił jako „jednego z najbardziej utalentowanych muzyków naszej generacji”. Sukces Uwertury sprawił, że w 1938 Szałowski odbył tournée koncertowe w Polsce.
Po wybuchu II wojny światowej zgłosił się jako ochotnik do Armii Polskiej. W związku z zawieszeniem broni w 1940 nie został zmobilizowany. Przeniósł się na południe Francji, a pod koniec 1945 wrócił do Paryża. Zaraz po wojnie muzyka Szałowskiego cieszyła się popularnością, jego utwory były prezentowane na festiwalach muzyki współczesnej, m.in. w Amsterdamie (1948) i Frankfurcie nad Menem (1951). Po 1949, w okresie stalinizmu w Polsce, twórczość emigracyjna została objęta cenzurą, wliczając utwory Szałowskiego, on sam w 1952 został usunięty ze Związku Kompozytorów Polskich (ZKP). Po odwilży roku 1956, już podczas pierwszej Warszawskiej Jesieni, wykonano Uwerturę Szałowskiego. W kolejnych latach kompozycje Szałowskiego bywały wykonywane w Polsce, w przeciwieństwie do innych kompozytorów emigracyjnych, takich jak Roman Palester czy Andrzej Panufnik. W 1988 ZKP zorganizował w Warszawie konferencję Muzyka źle obecna, poświęconą twórczości polskich kompozytorów emigracyjnych, podczas której odczytano list Palestra do organizatorów konferencji, w którym kompozytor określił „swoistym skandalem” brak referatu poświęconego twórczości Antoniego Szałowskiego, jednego z głównych przedstawicieli polskiego neoklasycyzmu.
W 1959 Szałowski ożenił się z Teresą Bończą-Uzdowską, absolwentką Wydziału Historii UW i studentką Aleksandra Gieysztora. Dzięki żonie zainteresował się sztuką średniowieczną, którą zainspirowany stworzył m.in. utwory Wskrzeszenie Łazarza oraz Kantata.
Współpracował z francuskim radiem, które to głównie zamawiało jego utwory. Jego balet radiowy La femme têtue otrzymał I nagrodę Radia i Telewizji Francuskiej w 1960. Był to pierwszy przypadek, gdy instytucja ta uhonorowała artystę niebędącego francuskim obywatelem.
Mimo licznych zamówień Szałowski przez lata pobytu we Francji żył w trudnych warunkach materialnych, nie utrzymywał też kontaktów z artystycznym światem Paryża. Jego sytuację pogarszał fakt, że nie miał francuskiego obywatelstwa, które uzyskał dopiero w 1970 przy pomocy Nadii Boulanger.
Zmarł w 1973 na atak serca, próbując podnieść żonę, która upadła na podłogę.

## Twórczość
Antoni Szałowski komponował w duchu neoklasycyzmu, a we wczesnych utworach zauważalne były też wpływy twórczości Karola Szymanowskiego. Jego dokonania obejmują utwory orkiestrowe, kameralne, sceniczne (balety), a także miniatury (skrzypcowe i fortepianowe) oraz pieśni. Twórczość Szałowskiego charakteryzowana jest jako „sérénité”, pojęcie reprezentujące pogodę ducha i harmonię w muzyce. W kompozycjach widoczne jest połączenie emocji – również humoru – ale także logicznej konstrukcji.
Za jego najwybitniejsze dzieło uznawana jest Uwertura z 1936. Bogusław Schaeffer określał ją jako „najdoskonalszą uwerturę z polskiego repertuaru współczesnego”. Również Uwerturę wybrano w roku 2018 jako jeden ze stu polskich utworów do projektu 100 na 100. Muzyczne dekady wolności. Według twórców projektu: „Uwertura była sensacją, potem legendą, aż stała się w końcu zabytkiem”.
Po wojnie Szałowski nie zmienił znacząco swojej stylistyki, mimo tego, że w muzyce poważnej tego okresu dominowały nowe prądy. Przez to jego twórczość zaczęła być uznawana za niemodną, aczkolwiek doceniano jego kompozytorskie rzemiosło. Dopiero pod koniec życia kompozytor zaczął przełamywać neoklasyczną formę, co było zauważalne np. w Muzyce na smyczki – gdzie reinterpretował tradycyjny model formy sonatowej. Już po jego śmierci w Polsce w 1976 wykonano jego ostatni utwór Sześć szkiców na orkiestrę kameralną. W opinii Zygmunta Mycielskiego oraz Władysława Malinowskiego, którzy oceniali ten koncert, późna twórczość Szałowskiego zdecydowanie wykroczyła poza neoklasycyzm.
Według Elżbiety Szczurko, autorki monografii nt. Szałowskiego, muzyka kompozytora mimo sporadycznych wykonań, wciąż wymaga głębszego utrwalenia.

## Najważniejsze utwory
Chronologiczna lista utworów przygotowana na podstawie materiału źródłowego, pogrubione zostały najważniejsze wg „Przewodnika koncertowego”.
- Trio na skrzypce, wiolonczelę i fortepian (1926)
- Dwie pieśni na głos z orkiestrą (1927)
- Wariacje symfoniczne (1928)
- Kwartet smyczkowy nr 1 (1928)
- Preludium na skrzypce i fortepian (1928)
- Mazurek na fortepian (1928)
- Kaprys na orkiestrę (1929)
- Koncert fortepianowy (1930)
- Sonet na sopran i orkiestrę kameralną (1931)
- Suita na skrzypce i fortepian (1931)
- Sonata fortepianowa (1932)
- Kołysanka na skrzypce i fortepian (1932)
- Partita na wiolonczelę solo (1933)
- Sonatina nr 1 na fortepian (1933)
- Kwartet smyczkowy nr 2 (1934)
- Andante na skrzypce i fortepian (1934)
- Melodia na fortepian (1935)
- Trzy pieśni dla Zygmunta na głos z towarzyszeniem fortepianu (1935)
- Aria i burleska na wiolonczelę i fortepian (1936)
- Uwertura na orkiestrę (1936)
- Kwartet smyczkowy nr 3 (1936)
- Trio na obój, klarnet i fagot (1936)
- Mała humoreska na fortepian (1936)
- Sonatina na klarnet i fortepian (1936)
- Perpetuum mobile na fortepian (1936)
- Symfonia (1939)
- Duo na flet i klarnet (1939)
- Kolędy na głos i organy (1939)
- Sinfonietta na orkiestrę symfoniczną (1940)
- Duet na skrzypce i wiolonczelę (1941)
- Concertino na smyczki (1942)
- Partita na orkiestrę (1942)
- Trzy pieśni ludowe na sopran i fortepian (1942)
- Trzy utwory na harmonium (1943)
- Zaczarowana oberża [wersja I – sceniczna], balet w 1 odsłonie (1945)
- Zaczarowana oberża [wersja II – koncertowa], fragmenty symfoniczne (1945)
- Sonatina na obój i fortepian (1946)
- Pastorales na flet i trio smyczkowe (1947)
- Tryptyk na orkiestrę symfoniczną (1950)
- Divertimento baletowe na orkiestrę (1950)
- Dwie pieśni ludowe na głos i fortepian (1950)
- Study na fortepian (1950)
- Concertino na flet i orkiestrę smyczkową (1951)
- Utwory dla dzieci na skrzypce i fortepian (1951)
- Suita na orkiestrę symfoniczną (1952)
- Musique de brasserie na orkiestrę kameralną (1952)
- Ametyst na klawesyn (1953)
- Indicatifs na dwie trąbki i bęben (1953)
- Koncert skrzypcowy (1954)
- Partita na orkiestrę kameralną (1954)
- Kwintet na flet, obój, klarnet, fagot i róg (1954)
- L’autre na chór i orkiestrę kameralną (1954)
- Divertimento na obój, klarnet i fagot (1955)
- Radio-musique na orkiestrę (1955)
- Kwartet smyczkowy nr 4 (1956)
- Pieśni ludowe na głos i fortepian (1956)
- Aria i toccata na orkiestrę kameralną (1957)
- Sonatina nr 2 na fortepian (1957)
- Bagatela na orkiestrę (1958)
- Moto perpetuo na orkiestrę (1958)
- Mały kaprys na orkiestrę (1958)
- Koncert na obój, klarnet i fagot z orkiestrą (1958)
- La femme têtue, balet radiowy (1958)
- Mazurek na orkiestrę (1959)
- Wskrzeszenie Łazarza na orkiestrę (1960)
- Taniec na orkiestrę (1960)
- Kantata na głosy żeńskie i orkiestrę kameralną (1960)
- Indicatifs na orkiestrę (1960)
- Intermezzo na orkiestrę (1961)
- Allegretto [wersja I] na fagot i fortepian (1962)
- Allegretto [wersja II] na fagot i orkiestrę (1962)
- Cudowna podróż Suzanne Michel na orkiestrę kameralną, chór i solistów (1962)
- Kołysanka dla Clémentine na orkiestrę (1964)
- Pater noster na głos i organy (1966)
- Dwa utwory na fale Martenota (1968)
- Muzyka na smyczki (1970)
- Sześć szkiców na orkiestrę kameralną (1972)

## Nagrody i wyróżnienia
Lista nagród i wyróżnień:
- Złoty medal na Wystawie Światowej w Paryżu (1937)
- Stypendia fundacji L. Boulanger w Bostonie (1944 i 1946)
- Nagroda Polskich Oddziałów Wartowniczych Armii Amerykańskiej w Europie (1955)
- I nagroda Radia i Telewizji Francuskiej za „La femme tétue” (1960)
- Nagroda Fundacji im. A. Jurzykowskiego w Nowym Jorku (1972)